# ひとりじめ (石川ひとみの曲)
「ひとりじめ」は、1982年2月21日に発売された石川ひとみの12枚目のシングル。発売元はNAVレコード。

## 概要
表題曲は、天野滋（NSP）が手掛けた。
2023年7月19日に発売された石川のデビュー45周年記念アルバム『笑顔の花』には、この曲のライブ・バージョンが収録された。

## 収録曲
1. ひとりじめ（4分13秒）
作詞・作曲：天野滋／編曲：大谷和夫
2. 彼をかえして（3分26秒）
作詞：康珍化／作曲：佐瀬寿一／編曲：松任谷正隆